# 하마오 후미오
하마오 후미오(일본어: 濱尾文郎, はまお ふみお, 1930년 3월 9일 ~ 2007년 11월 8일)은 일본의 가톨릭 성직자·추기경이다. 세례명은 스테파노이다. 양조부는 자작 하마오 아라타이며 친조부는 남작 가토 데루마로로서 희극인 후루카와 롯파와는 숙질간이다.
도쿄부 교토시에서 자작 하마오 시로의 3남으로 태어났다. 신토를 믿는 집안에서 자랐으나 1946년 가톨릭 세례를 받았다. 신학교 졸업 후 1957년 사제 서품을 받았고, 그 후 로마로 유학, 교황청 대학교를 졸업했다. 1970년 도쿄 대교구 보좌 주교로 임명되었다. 1979년 ~ 1998년 요코하마 교구 주교를 지낸 후 바티칸으로 옮겨 교황청 이주사목평의회 위원장을 지냈다. 2003년 교황 요한 바오로 2세는 그를 추기경으로 임명했다. 2006년 3월, 만 75세를 넘겨 이주사목평의회 위원장을 사임한 후 일본으로 돌와왔으며, 이후 폐암으로 투병하다 2007년 11월 선종했다.